# Bóng đá tại Đại hội Thể thao Bán đảo Đông Nam Á 1961
Giải bóng đá tại Đại hội Thể thao Bán đảo Đông Nam Á 1961 diễn ra từ ngày 11 đến ngày 16 tháng 12 năm 1961 tại Yangon, Myanmar.

## Địa điểm thi đấu
- Sân vận động Tưởng nhớ Aung San, Rangoon

## Giải đấu

### Vòng bảng
Sáu đội tuyển được chia thành hai bảng đấu vòng tròn 1 lượt chọn 2 đội xếp đầu vào bán kết.
|  | Đội bóng đi tiếp vào vòng trong |

#### Bảng A
| Đội               | ST | T | H | B | BT | BB | HS  | Đ |
| ----------------- | -- | - | - | - | -- | -- | --- | - |
| Việt Nam Cộng hòa | 2  | 1 | 1 | 0 | 7  | 0  | +7  | 3 |
| Thái Lan          | 2  | 1 | 1 | 0 | 5  | 2  | +3  | 3 |
| Lào               | 2  | 0 | 0 | 2 | 2  | 12 | –10 | 0 |

| Việt Nam Cộng hòa | 0–0      | Thái Lan |
| ----------------- | -------- | -------- |
|                   | Chi tiết |          |

| Việt Nam Cộng hòa | 7–0      | Lào |
| ----------------- | -------- | --- |
|                   | Chi tiết |     |

| Thái Lan | 5–2      | Lào |
| -------- | -------- | --- |
|          | Chi tiết |     |

#### Bảng B
| Đội       | ST | T | H | B | BT | BB | HS | Đ |
| --------- | -- | - | - | - | -- | -- | -- | - |
| Mã Lai    | 2  | 2 | 0 | 0 | 6  | 1  | +5 | 4 |
| Miến Điện | 2  | 1 | 0 | 1 | 5  | 2  | +3 | 2 |
| Campuchia | 2  | 0 | 0 | 2 | 0  | 8  | –8 | 0 |

| Miến Điện | 4–0      | Campuchia |
| --------- | -------- | --------- |
|           | Chi tiết |           |

| Mã Lai | 4–0      | Campuchia |
| ------ | -------- | --------- |
|        | Chi tiết |           |

| Miến Điện | 3–0      | Mã Lai |
| --------- | -------- | ------ |
|           | Chi tiết |        |

### Vòng đấu loại trực tiếp

#### Nhánh đấu
|  | Bán kết           | Bán kết   |   |  | Chung kết   | Chung kết |  |
|  |                   |           |   |  |             |           |  |
|  | 14 tháng 12       |           |   |  |             |           |  |
|  | Mã Lai            | 2(1)      |   |  |             |           |  |
|  | Thái Lan          | 2         |   |  |             |           |  |
|  |                   |           |   |  |             |           |  |
|  |                   |           |   |  | 16 tháng 12 |           |  |
|  |                   |           |   |  | Mã Lai      | 2         |  |
|  |                   | Miến Điện | 0 |  |             |           |  |
|  |                   |           |   |  |             |           |  |
|  |                   |           |   |  |             |           |  |
|  |                   |           |   |  |             |           |  |
|  | 14 tháng 12       |           |   |  |             |           |  |
|  | Việt Nam Cộng hòa | 1         |   |  |             |           |  |
|  | Miến Điện         | 2         |   |  |             |           |  |

#### Bán kết
| Mã Lai | 2–2 | Thái Lan |
| ------ | --- | -------- |
|        |     |          |

| Việt Nam Cộng hòa | 1–2 | Miến Điện |
| ----------------- | --- | --------- |
|                   |     |           |

#### Tranh huy chương đồng
| Thái Lan | 1–1 | Việt Nam Cộng hòa |
| -------- | --- | ----------------- |
|          |     |                   |

#### Tranh huy chương vàng
| Miến Điện | 0–2 | Mã Lai |
| --------- | --- | ------ |
|           |     |        |

## Nhà vô địch
| Vô địch Bóng đá nam SEAP Games 1961 Mã Lai Lần đầu tiên |

## Bảng xếp hạng chung cuộc
| VT | Đội               | ST | T | H | B | BT | BB | HS  | Đ | Kết quả cuối cùng   |
| -- | ----------------- | -- | - | - | - | -- | -- | --- | - | ------------------- |
| 1  | Mã Lai            | 4  | 3 | 1 | 0 | 10 | 3  | +7  | 7 | Huy chương vàng     |
| 2  | Miến Điện (H)     | 4  | 2 | 0 | 2 | 7  | 5  | +2  | 4 | Huy chương bạc      |
| 3  | Thái Lan          | 4  | 1 | 3 | 0 | 8  | 5  | +3  | 5 | Huy chương đồng     |
| 4  | Việt Nam Cộng hòa | 4  | 1 | 2 | 1 | 9  | 3  | +6  | 4 | Huy chương đồng     |
|    |                   |    |   |   |   |    |    |     |   |                     |
| 5  | Campuchia         | 2  | 0 | 0 | 2 | 0  | 8  | −8  | 0 | Bị loại ở vòng bảng |
| 6  | Lào               | 2  | 0 | 0 | 2 | 2  | 12 | −10 | 0 | Bị loại ở vòng bảng |

## Danh sách huy chương
| Vàng   | Bạc       | Đồng                         |
| ------ | --------- | ---------------------------- |
| Mã Lai | Miến Điện | Việt Nam Cộng hòa · Thái Lan |